# Kentarō Azuma
Kentarō Azuma (東健太郎?, Azuma Kentarō; 22 ottobre 1979) è un ex giocatore di football americano giapponese, che ha giocato come linebacker.